# Transplantarea arborilor mari

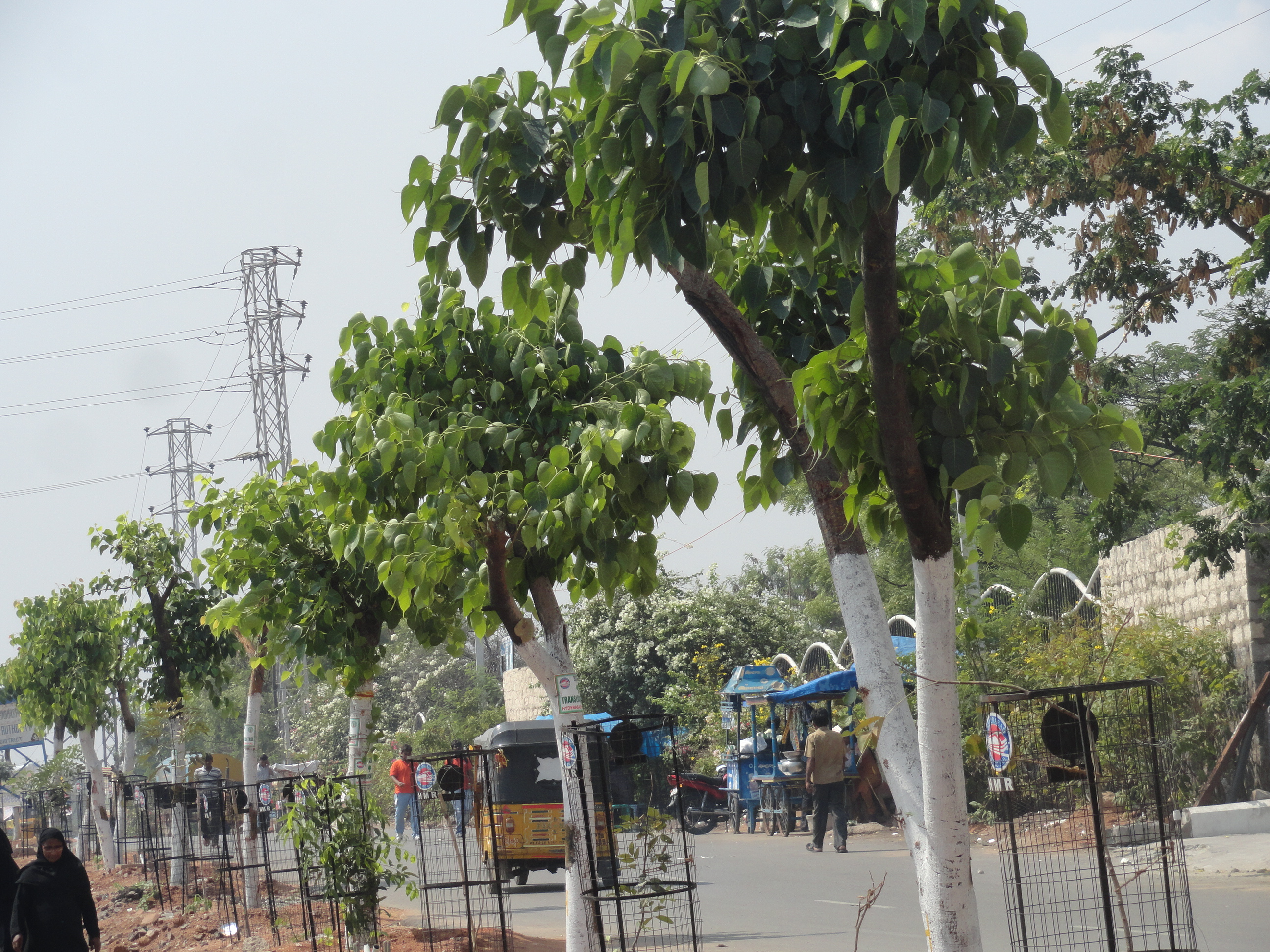

Transplantarea arborilor mari este parte a lucrărilor de peisagistică, ce face posibilă mutarea, în loc de tăiere și replantare, cu avantaje în ce privește ecologia și economia de timp. 
În pepiniere, transplantarea este o etapă a tehnologiei de obținere a arbuștilor ornamentali sau forestieri.
Transplantarea arborilor mari se face, de regulă, mecanizat, cu ajutorul unui transplantator.